# 芜湖城隍庙

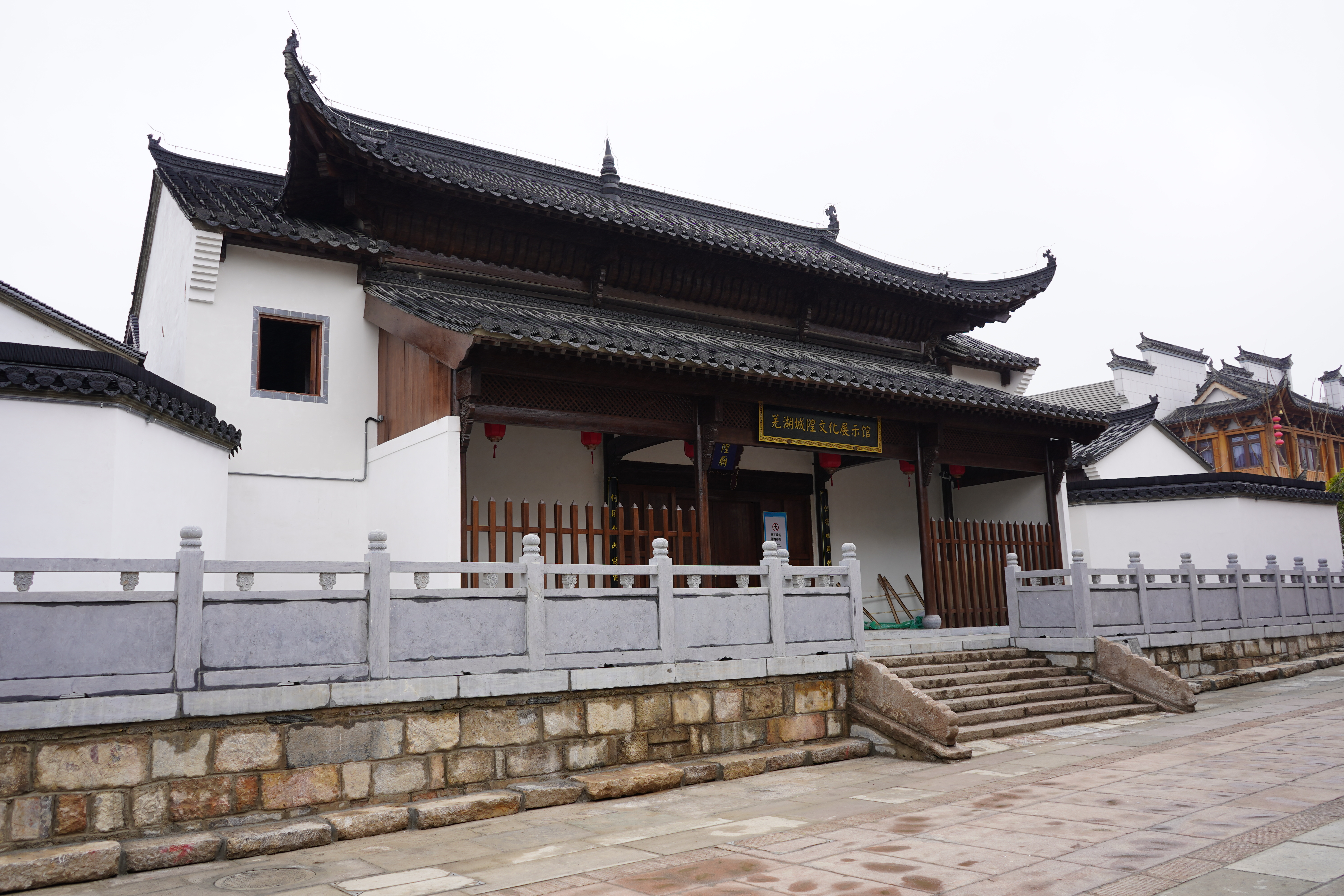
芜湖城隍庙仪门（近年重建）

芜湖城隍庙是中国安徽省芜湖市的一座城隍庙，位于镜湖区东内街60号。
南宋赵与时《宾退录》卷八有“芜湖城隍祠，建于吴赤乌二年”之语，据此芜湖城隍庙被认为是中国见于记载最早的城隍庙，历史可追溯至三国吴赤乌二年（239年）。《芜湖县志》记载：城隍庙在县治东，宋紹興四年（1134年）建，永乐八年（1410年）重修，成化年间增建两廊、前门，天启六年（1626年）复修，清康熙、乾隆修葺，咸丰年间被毁，光绪六年（1880年）重建，光绪三十二年（1906年）重修。1950年代，芜湖专署将城隍庙改为大礼堂，后被改为皖南大戏院。2016年，芜湖城隍庙恢复建设规划方案获通过，复建工程于2022年初开工，2024年初完工，并于当年春节期间对外开放。
芜湖城隍庙参照明、清的格局恢复重建，建筑包括仪门、东厢房、西厢房、显佑殿、寝殿、三座配殿等。